# Oliver Tree
Oliver Tree Nickell (Santa Cruz, California; 29 de junio de 1993) es un cantante, productor, humorista, rapero, actor, compositor y cineasta estadounidense.
Firmó con Atlantic Records en 2017, después de que su canción «When I'm Down» se volviera viral.

## Historia
Creció en Santa Cruz y comenzó a tocar el piano a la edad de 3 años. En la escuela primaria, Oliver comenzó a escribir y grabar su propia música. Cantó y tocó la guitarra en una banda de rock llamada Irony. Sin embargo, cuando estaba en la escuela secundaria, Oliver cambió su enfoque para convertirse en DJ y grabar con el grupo de rap Mindfuck. Ha realizado espectáculos de apertura para actos como Tyler, the Creator y Frank Ocean, y ha lanzado música bajo su seudónimo, Oliver a la edad de 17 años, ya había realizado presentaciones para actuaciones como Skrillex, Nero y Zeds Dead, y comenzó a lanzar su propia música con su segundo nombre, Tree.
A la edad de 18 años, Tree firmó con R&S Records y lanzó su primer EP Demons. El EP ganó cierto reconocimiento luego de que el líder de Radiohead, Thom Yorke, aprobara su versión de la canción "Karma Police".
Estudió negocios en la Universidad Estatal de San Francisco durante dos años, y Tecnología Musical en el Instituto de las Artes de California.[cita requerida]

## Carrera
Oliver inició su carrera en solitario como "Tree" en 2010. Inicialmente lanzó su propia música de forma independiente, pero firmó con R&S Records en 2011. Finalmente tuvo que hacer una pausa para regresar a la escuela y estudiar tecnología musical en el Instituto de Artes de California.
En noviembre de 2016, recobró notoriedad en televisión con el DJ Getter en el programa Last Call With Carson Daly.
Tree a menudo escribe, actúa y dirige vídeos de comedia y ha trabajado con compañías como Fuck Jerry, Barstool Sports y WorldStarHipHop.
En febrero de 2018, Tree lanzó su primer sello discográfico, el EP Alien Boy, junto con el doble vídeo musical de "All That x Alien Boy". Tree escribió y dirigió el debut, que tardó más de 9 meses en crearse. Pasó 5 meses practicando en el Monster Truck de estilo libre saltando en el Perris Auto Speedway y realizó sus propias acrobacias vistas en el vídeo musical.
Su canción Movement apareció en un anuncio de 2018 para el iPhone X.
El 7 de diciembre de 2018, Oliver Tree lanzó su segundo vídeo musical, "Hurt", que es un sencillo tomado de su álbum debut Ugly Is Beautiful. Oliver viajó a Ucrania para filmar el vídeo, que escribió y codirigió. En la primera semana, el vídeo musical de "Hurt" alcanzó un millón de reproducciones, mientras que la canción recibió una importante cantidad de reproducciones en radio.
En septiembre del 2019, Oliver logra tener una colaboración con el rapero francés, Jérémie Serrandour, más conocido por su nombre artístico Lorenzo.
El 25 de marzo de 2020, Tree publicó un mensaje en su página de Twitter, indicando que debido a la pandemia de COVID -19, su álbum no se lanzaría a tiempo y que todos sus futuros shows se habían cancelado. Se disculpó por las noticias y dijo que quería lanzar el álbum dentro de 5 a 10 años, pero que a partir de entonces "no está oficialmente retirado". Aunque esto obviamente era satírico, su álbum se retrasó.
El 18 de julio de 2020, la estrella de YouTube H3h3Productions publicó un podcast protagonizado y entrevistado a Oliver. En la entrevista, Oliver afirma que Atlantic Records lo había obligado a lanzar varios sencillos de su álbum debut Ugly Is Beautiful en contra de su voluntad, comparando el evento con capítulos arrancados de un libro y lanzados por separado. Además, Oliver también afirmó que Atlantic lo había obligado a alcanzar 1 millón de seguidores para firmar en su sello en absoluto, y luego cambió el número a 2 millones cuando llegó a 1 millón.

## Discografía

### EP
| Título            | Detalles del álbum                                                                                             | Posicionamiento | Posicionamiento | Posicionamiento | Posicionamiento | Posicionamiento | Posicionamiento | Posicionamiento | Posicionamiento | Posicionamiento |
| Título            | Detalles del álbum                                                                                             | US              | US Alt.         | US Rock         | AUS             | AUT             | CAN             | IRE             | NZ              | UK              |
| ----------------- | --- | --------------- | --------------- | --------------- | --------------- | --------------- | --------------- | --------------- | --------------- | --------------- |
| Ugly Is Beautiful | - Publicación: 17 de julio de 2020 - Discográfica: Atlantic - Formato: Descarga digital, CD, LP, cassette      | 14              | 1               | 1               | 23              | 51              | 47              | 38              | 28              | 32              |
| Cowboy Tears      | - Publicación: 18 de febrero de 2022 - Discográfica: Atlantic - Formato: Descarga digital, CD, LP, cassette    | N/A             | N/A             | N/A             | N/A             | N/A             | N/A             | N/A             | N/A             | N/A             |
| Alone in a Crowd  | - Publicación: 29 de septiembre de 2023 - Discográfica: Atlantic - Formato: Descarga digital, CD, LP, cassette | N/A             | N/A             | N/A             | N/A             | N/A             | N/A             | N/A             | N/A             | N/A             |

| Título    | Detalles                                                                                               | Notas |  |
| --------- | --- | --- |  |
| Alien Boy | - Lanzamiento: 16 de febrero de 2018 - Discográfica: Atlantic - Formato: descarga digital, transmisión | \| N.º \| Título \| Duración \| \| \| 1. \| «Alien Boy» \| \| \| \| 2. \| «All I Got» \| \| \| \| 3. \| «Enemy» (con Whethan) \| \| \| \| 4. \| «All That» \| \| \| \| 5. \| «Welcome to LA» \| \| \| \| 6. \| «Upside Down» \| \| \| |  |
| N.º       | Título                                                                                                 | Duración |  |
| 1.        | «Alien Boy»                                                                                            | |  |
| 2.        | «All I Got»                                                                                            | |  |
| 3.        | «Enemy» (con Whethan)                                                                                  | |  |
| 4.        | «All That»                                                                                             | |  |
| 5.        | «Welcome to LA»                                                                                        | |  |
| 6.        | «Upside Down»                                                                                          | |  |

### Singles

#### Como artista principal
| Título                                  | Año  | Posiciones |
| Título                                  | Año  | US Alt.    |
| --------------------------------------- | ---- | ---------- |
| "When I'm Down" (con Whethan)           | 2016 | —          |
| "Cheapskate"                            | 2017 | —          |
| "All You Ever Talk About" (con Whethan) | 2017 | —          |
| "Movement"                              | 2018 | —          |
| "Hurt"                                  | 2018 | 35         |

#### Como artista destacado
| Título                               | Año  |
| ------------------------------------ | ---- |
| "My Mind Is" (NVDES con Oliver Tree) | 2016 |
| "Forget It" (Getter con Oliver Tree) | 2016 |